# Molorchoepania barbieri
Molorchoepania barbieri là một loài bọ cánh cứng trong họ Cerambycidae.